# غومفوثيريوم
الغومفوثيريوم (الاسم العلمي: Gomphotherium)، جنس منقرض ينتمي إلى فيليات (رتبة: Proboscidea)، عاش في عصر الميوسين .

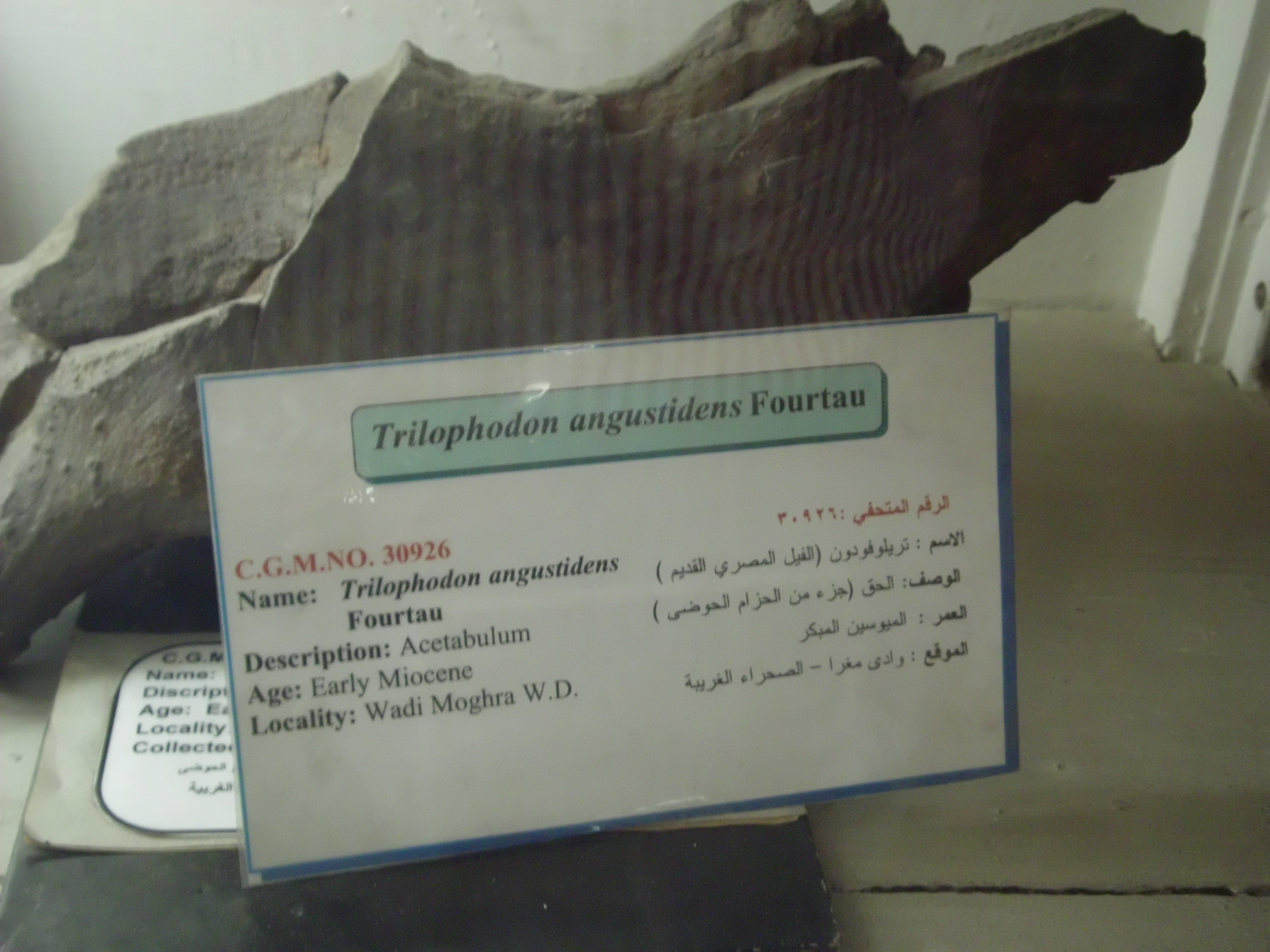
جزء من الحزام الحوضي لحيوان تريلوفودون (الفيل المصري القديم) من عصر الميوسين المبكر في وادي مغرا الصحراء الغربية معروضة في المتحف الجيولوجي المصري

## معرض صور

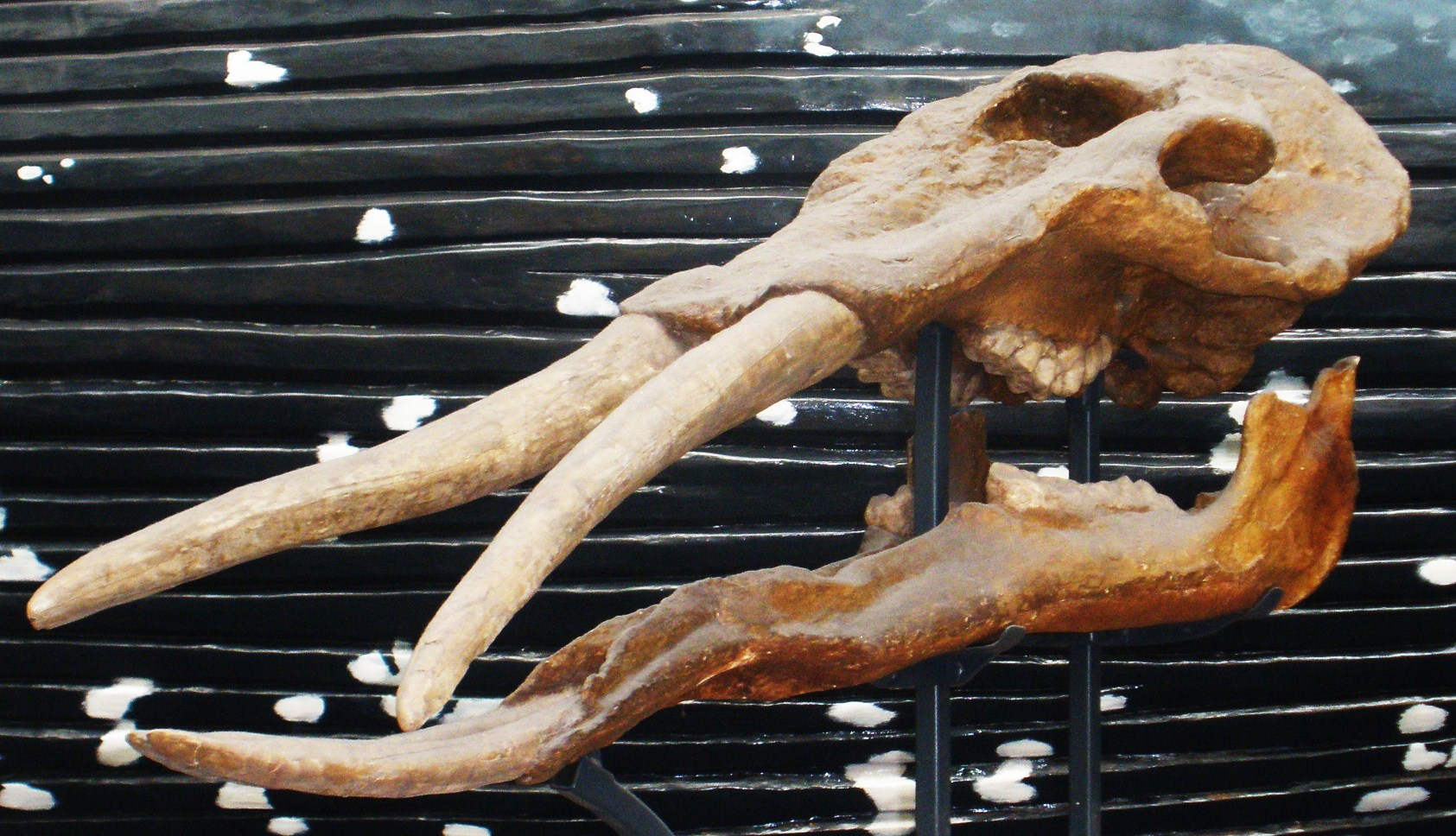
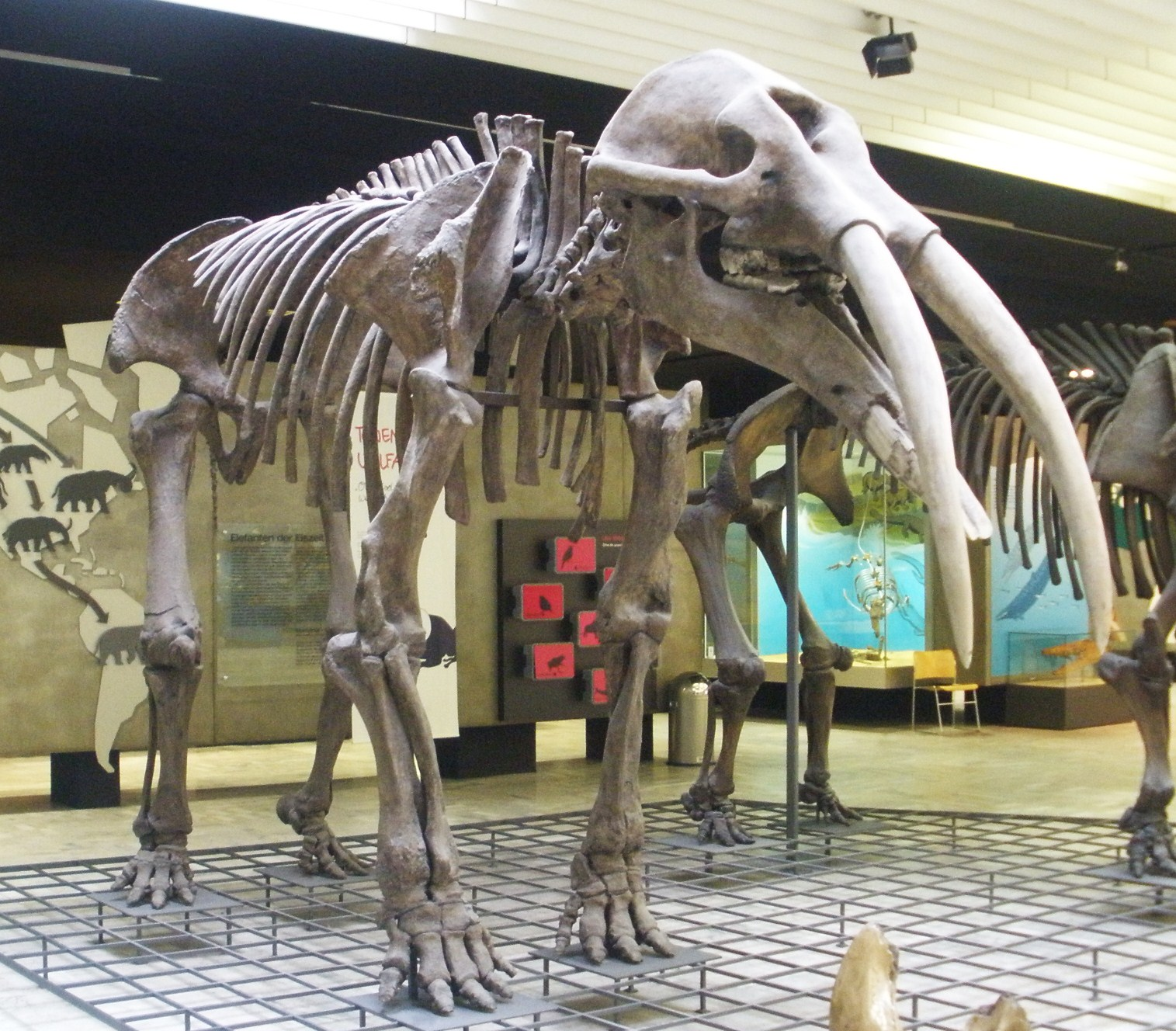
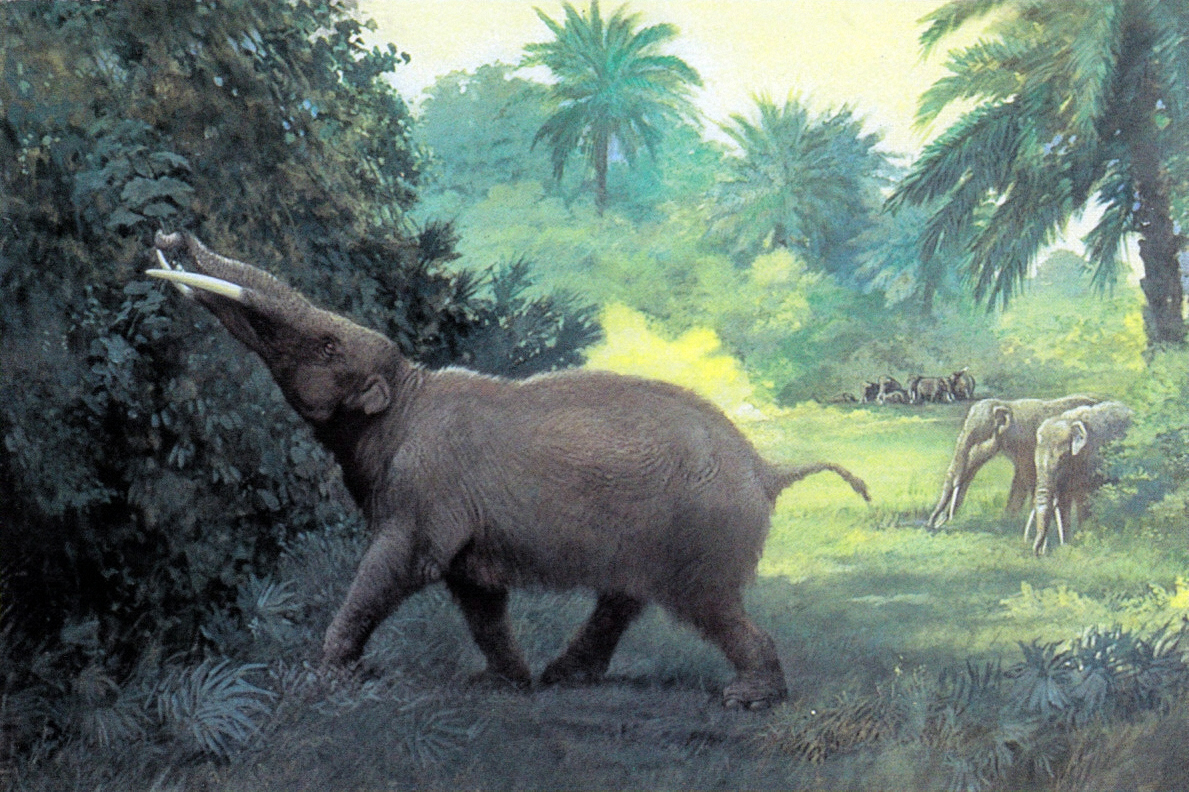
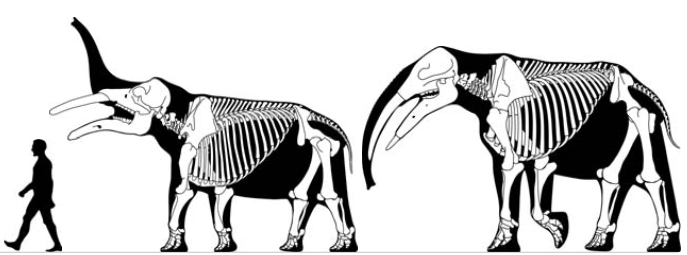
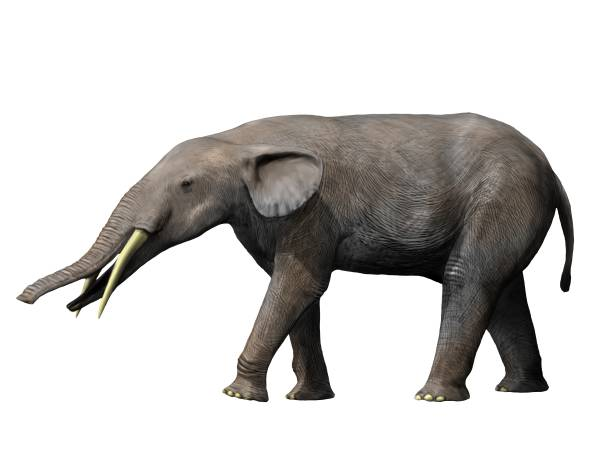